# Springfield Township (comté de Franklin, Indiana)
Pour les articles homonymes, voir Springfield Township.
Springfield Township est un township du comté de Franklin, dans l'Indiana, aux États-Unis.